# Loriol-du-Comtat
Loriol-du-Comtat é uma comuna francesa na região administrativa da Provença-Alpes-Costa Azul, no departamento de Vaucluse. Estende-se por uma área de 11,29 km². Em 2010 a comuna tinha 2 606 habitantes (densidade: 230,8 hab./km²).